# Szathmáry Gyula
Szathmáry Gyula (Battonya, 1912. február 26. – Nagyenyed, 1969. április 17.) természetrajz–kémia tankönyvíró.

## Élete
Középiskoláit Nagyenyeden a Bethlen Kollégiumban, főiskolai tanulmányait a kolozsvári I. Ferdinánd Egyetem Természetrajz–Kémia Karán végezte (1934). A Bethlen Kollégiumban tanított növénytant, állattant, embertant és kémiát. A kollégium nagy múltú természettudományi múzeumának őre volt 1950-ig, az államosításig. 1949 őszén három hónapig a Bolyai Tudományegyetem Természettudományi Karán előadó, de felesége halála miatt visszatért Nagyenyedre, ahol haláláig tanított.
Természettudományi ismeretterjesztő cikkeit az Enyedi Hírlap (1940) és az Erdélyi Gazda (1941–43) közölte.
1990-ben gyermekei róla elnevezett alapítványt hoztak létre, amely évente díjat oszt ki a Bethlen Gábor Kollégiumban a kémiában, illetve biológiában legjobb eredményt elért tanulónak.

## Művei
- Növénytan líceumok, gimnáziumok és tanítóképzők II. osztálya számára (Zalányi I.-vel, Nagyenyed 1943).